# Takuya Okamoto
Takuya Okamoto (岡本 拓也?, Okamoto Takuya; Saitama, 18 giugno 1992) è un calciatore giapponese, difensore del Perth Glory.

## Palmarès

### Club

#### Competizioni nazionali
- J2 League: 1

Shonan Bellmare: 2017
- Coppa J. League: 1

Shonan Bellmare: 2018
- Australia Cup: 1

Perth Glory: 2025